# Valle Salimbene
Valle Salimbene (lombardul: Valle Salimbene) település Olaszországban, Lombardia régióban, Pavia megyében. Lakosainak száma 1455 fő (2023. január 1.). Valle Salimbene Cura Carpignano, Linarolo, Pavia, Travacò Siccomario és Albuzzano községekkel határos.

## Népesség
A település lakossága az elmúlt években az alábbi módon változott:
| Lakosok száma | 1490 | 1481 | 1455 |
|               | 2017 | 2018 | 2023 |